# Мидлум
Мад Луига (на естонски: Made Luiga) е естонска журналистка, литературна критичка и писателка на произведения в жанра драма, любовен роман и документалистика. Пише под псевдонима Мидлум (на естонски: Mudlum).

## Биография и творчество
Мад Луига е родена на 31 юли 1966 г. в Пярну, Естония. Отраства в Пярну и Пайде. Завършва гимназия в Талин. Следва театрознание, естонска филология и философия в началото на 90-те години в Естонския хуманитарен институт. В периода 2007 – 2012 г. следва в Естонската академия на изкуствата, която завършва с бакалавърска степен.
Началото на литературната ѝ кариера е свързано с културната група ZA /UM, в чийто блог тя започва да публикува текстове. Разказът ѝ „Minu tädi Ellen“ (Моята леля Елен) е публикуван във „Vikerkaar“ през 2012 г.
Първата ѝ книга, сборникът с разкази „Tõsine inimene“ (Сериозен човек) е издадена през 2014 г. Книгата е номинирана за наградата за проза на Естонския културен фонд.
Първият ѝ роман „Ilus Elviira“ (Красивата Елвиира) е издаден през 2015 г. Той е история за тъжния и труден живот на една красива жена, която преживява немалко гафове и душевни клисури, но търси и намира своя път в живота.
През 2017 г. печели водещата награда за естонски разкази, наградата „Фридеберт Туглас“, за разказа си „Ilma alguse, ilma lõputa“ (Без начало, без край), публикуван за първи път в третата ѝ книга, сборникът „Linnu silmad“ (Птичи поглед).
През 2019 г. е издаден романа ѝ „Poola poisid“ (Полски момчета). Книгата е история за млади бохемски интелектуалци – Адам, Сулислав, Теофилис и Йежи, които са се заселили в стари порутени сгради и следват идеалите си. Действието се развива в социалистическа Полша, но пространството и времето са без значение и могат да се разглеждат като алегория. Книгата е за доверието на младостта и за стремежите към красота и истина, колко високи очаквания отговарят на реалността, как някои хора се навеждат и отклоняват, а други не. Младежите израстват заедно и стават влиятелни фигури във варшавските художествени и литературни среди, създават радикалния културен вестник Płaszcze и се опитват да преобразят обществото около тях. Романът е младото поколение и е вдъхновен от културната група ZA/UM в Естония, чийто член е авторката. Книгата получава наградата на Естонския културен фонд за 2019 г. и наградата за литература на Европейския съюз за 2020 г.
Романът ѝ „Mitte ainult minu tädi Ellen“ (Не само моята леля Елен) от 2020 г. също е удостоен с годишната награда на Естонския културен фонд.
Тя е член на Естонския писателски съюз от 2017 г.
Мад Луига живее със семейството си в Талин и Муху.

## Произведения

### Самостоятелни романи
- Ilus Elviira: burleskne jutustus (2015)
- Poola poisid (2019) – награда за литература на Европейския съюз
- Mitte ainult minu tädi Ellen (2020) – годишна награда за литература

### Сборници
- Tõsine inimene (2014) – сборник с разкази, номинация за годишната награда за литература
- Linnu silmad (2016) – сборник с разкази

### Документалистика
- Ümberjutustaja (2017) – сборник с есета литературна критика